# Harpactes whiteheadi
Harpactes whiteheadi е вид птица от семейство Трогонови (Trogonidae). Видът е почти застрашен от изчезване.

## Разпространение
Видът е разпространен в Индонезия и Малайзия.